# ハリサシカビ
ハリサシカビ (Syncephalis) は、接合菌門接合菌綱トリモチカビ目エダカビ科に属する菌類の一群である。主としてケカビ類を宿主とする菌寄生菌である。

## 特徴
ハリサシカビは、胞子形成する柄の先端に、多数の分節胞子嚢を生じるのが特徴である。名前の由来はこの姿を針山に多数の針が刺さっている様子に見立てたものである。種類数は多く、約40種以上が記録されている。土壌中や動物の糞から見いだされる例が多い。
菌糸体は細い菌糸からなる。ところどころで分枝しながら、宿主菌糸に絡み付いたり、その間に張り巡らされるようになる。ところどころで膨らんだ部分が宿主菌糸に張り付き、そこから短い根のように分枝した吸器を侵入させる。
無性生殖は分節胞子嚢による。分節胞子嚢柄は分枝せず、先端に多数の分節胞子嚢をつける。詳細は後述する。
有性生殖は接合胞子嚢による。自家不和合性の種が多いので、観察される機会は少ないが、確認されるものでは、いわゆる釘抜き型で、接触した菌糸から配偶子のうが互いに平行に伸び、先端が接触してその間に接合胞子のうができる。

## 無性生殖の構造
胞子形成部は、栄養体菌糸よりはるかに太いのが普通である。その基部はやや広がり、周囲に向けて仮根が出る。そこから上に向けて先細りの柄が伸び、柄の先端は急に膨らんで頂嚢となるのが普通である。ごく太くて短い柄を持つ種(S.nana、S.nodosaなど)もあるが、大部分のものは、直立する分節胞子嚢柄を持つ。短い柄をもつ種には宿主上に着生状に生じるものがあり、その場合、仮根は宿主の菌糸に抱き着くようになる。
柄は頂嚢の直下までは次第に細くなる。この柄は普通は分枝せず、まれに基部や中ほどで分枝する場合もあるが、不規則であり、エダカビのような規則的な分枝は見られない。
柄そのものに特徴が出るものもある。S.nodosa は柄にでこぼこがある。S.cornu は柄が大きく曲がって頂嚢が下を向く。
分節胞子嚢を生じる枝の様子は種によってさまざまである。多くのものでは分節胞子のう柄の先端が大きく膨らみ、これを頂嚢と呼んでいる。エダカビでは頂嚢が胞子の成熟後に脱落するものがあるが、ハリサシカビではそのようなことはない。頂嚢の上に分節胞子嚢がどのように配置するかは、種の重要な特徴である。
分節胞子嚢そのものは、単純な棒状のものが多いが、基部で枝分かれがある例もある。その部分も胞子として機能する。種によってはすべての胞子のうが分枝を持つ場合(S.nodosaなど)、頂のう上の位置によって異なる場合(S.penidillataなど)などがある。なお、このような分枝をもつ分節胞子のうの場合、その基部の部分をBasal cellと呼ぶ場合がある。その場合、分節胞子のうが枝を持つのではなく、Basal cellから複数の分節胞子のうを生じていると見なす。ただし、頂のう上に分節胞子のうの付着する部分が盛り上がっている場合も、これをBasal cellということがあり、この両者はBasal cellが胞子として機能するかどうかの違いと見なす立場もある。
また、先述のように頂のうから直接に分節胞子のうが出る場合が多いが、頂のう表面から明確な突起や柄を生じ、その上から分節胞子のうを生じる種もある。そのようなものをまとめて節を分ける考えもあったが、多くの合意を得てはいない。
分節胞子嚢は、初めは棒状の突起として形成され、その内部で核分裂が起き、複数の核が形成された後、その周囲の細胞質がまとまって胞子の形を取る。胞子が完成すると、胞子のうは胞子一つを含む形で節に分かれ、バラバラになって散布される。別の例では、胞子は基部のものの外形が完成した後、その先端から次の胞子が出芽するようにして形を成す。胞子はおおよそ円筒形だが、両端がくびれて楕円形になる例もある。いずれにせよ、その外面の胞子嚢壁と胞子の外面とは光学顕微鏡でも見分けられる。

## 有性生殖
先述のように、この類の接合胞子嚢は、釘抜き型の配偶子嚢接合で形成される。ただし、見かけ上は釘抜き型というよりは、対になった配偶子のうが互いに寄り添ってやや長く伸びる例が多い。また、一方の配偶子嚢がやや大きい場合が多く、さらに大きい方の配偶子嚢の途中の側面からコブ状の膨らみを生じる例があり、若干ながら性的二形が見られる。なお、このような特徴はエダカビのそれと基本的には共通であるが、エダカビでは配偶子嚢の二形はこのような姿では見られない。ただし、多少の大きさの差があるとの指摘もある。
配偶子嚢はほぼ球形で、表面に細かい突起が並び、やや着色する例が多い。
詳細に見ると、接合胞子嚢の形成にはやや違いがあり、大きくは三つの型がある。
- S. cornuなどでは二つの配偶子嚢が対等に癒合して接合胞子嚢となるものである。これはケカビ目に見られる形に近い。
- S. nodosaの場合、大きめの配偶子嚢に細目のそれの内容が流れ込み、前者の先端から短い柄でつながった接合胞子嚢が出芽するように形成される。
- S. tenuisなどの場合、S. nodosaなどのそれに似るが、大きい配偶子嚢から出る突起は指状に伸び、接合胞子嚢をやや包むように発達する。

## 生育条件
一般に動物の糞や土壌から発見される例が多い。そのような基質からは大抵はケカビ類がいくつか出現するので、それを宿主として成長しているのが見られる。菌寄生菌の中では、恐らく最も出現することが多いものである。
背の低い種は宿主菌糸に仮根でくっつくものもあるが、直立するものはたいていは基質上に仮根を広げて直立する。分節胞子のうの集団がそのまま粘液球に収まる場合がある。

## 見誤られやすいもの
先端が膨らんだ柄の上に胞子の数珠が並ぶ姿は、コウジカビとほぼ同じである。ハリサシカビでは胞子嚢の分節で胞子の数珠ができるため、その数は増えないのに対して、コウジカビではその基部で胞子が追加されることで区別できるが、一見では班別し難いこともある。分節胞子嚢を付ける点ではハリサシカビモドキも似ているが、菌糸がよく発達し、胞子嚢柄も分枝を持つことが多い。
胞子形成部が水滴に包まれる状態の時、外見的には真っすぐな柄の先端に胞子の詰まった水滴が乗っている姿となるため、よく似て見える接合菌やアナモルフ菌は数多い。また、これが培地上に直立したものは、顕微鏡で上から見ると、球形の胞子のうがあるようにも見える。根元に仮根があるから、生きた状態ではクサレケカビ類のあるものと見分けが紛らわしいことがある。

## 栄養
すべて他の接合菌類の絶対的寄生菌である。多くの種ではケカビ目のものを宿主としている。その範囲では宿主の特異性はそれほど高くない。
培養する場合は、通常は宿主と共に育てる二員培養という方法が取られる。発見された時に寄生しているものを宿主とするのが無難であり、簡単でもあるが、多くの種はそれほど宿主の選択性が狭くない。ただし、宿主が異なっていた場合、それは菌の形質のどのような影響を与えるか分からないので、標準化のために宿主にCokeromycesを用いることが推奨されている。
純粋培養については、J.J.エリスが1966年にS. nodosaなど4種について成功している。彼はまず、二員培養で生育したものを用意し、この菌の菌糸体が宿主のいない区画にはみ出した部分を切り取り、ウシの肝臓をオートクレーブで滅菌したものを含む培地に移すことで、菌が成長し胞子形成も行うことを確認している。しかし、この方法は広く培養に使われてはいない。

## 歴史
この属は、ヴァン・ティガン(Philippe Édouard Léon Van Tieghem)とルモニエ(Georges Le Monnier)(1873)がS. cordataに基づいて建てたもので、彼らは同時にこの属の種をあわせて5種を記載している。その後も多くの種が記載され、なかには近縁の別属として記載されたものもいくつかあるが、現在ではそれらはシノニムとして扱われている。
特にR.K.ベンジャミンが分節胞子嚢を形成する接合菌について集中的に研究を行い、その中でこの属も取り扱っている。日本では印東弘玄が1965年に日本産のものについてまとめ、9種(新種4を含む)を報告した。その後この類の研究は葛葉静に引き継がれ、さらにいくつかの新種などが報告されている。

## 分類
エダカビとともにエダカビ科を構成する。両者は分節胞子嚢やその形成などはほぼ共通で、分節胞子嚢柄の形態でははっきりと区別される。ハリサシカビは柄が分枝しないのが特徴である。まれに分枝したものが見つかるが、基部や中ほどで不規則に分枝するもので、柄の先端で規則的に分枝するエダカビとははっきりと区別される。
属内においては、頂のうと分節胞子のうの関係などにいくつかの違いが見られるため、これらを元に節を分けたり、別属とするなどの扱いが提案されたこともあったが、広く合意されたものはない。接合胞子嚢の形成などにも違いが見られることなど、この属の単系統は必ずしも確証がない。形態的に単純な属であるだけに、ある種の収斂が起きている可能性もある。

### 種の範囲の問題
この属として記載された種数は50を越えるが、それらがすべて認められるとは言いがたい。新種記載の一回きりしか記録されないものもある。このような問題が生じるのは、一つには宿主と共に培養する問題がある。
一般に植物や菌類では成長時の条件で大きさや形が随分変わる例が多く、異なった条件下で育ったものは、別種のように見えることもある。高等植物ならば細部の構造に特徴を見いだすことも可能であるが、菌類のように小さいものの場合、構造そのものが単純なので、そのような特徴は期待し難い。菌類の場合、培養することで環境条件を自ら設定することが可能だから、これを一定にして比較するのが分類上の重要な意味を持つ。多くのカビでは、培地を選択する際に、その群で標準的とされる培地を選ぶことでこれを行う。
ところが、この類の場合、培地を決めても、実際に菌が栄養を得るのは宿主を通じてである。宿主が異なれば、言わば培地が異なっているようなもので、これを単純に比較するわけには行かない。そのため、上記のように標準的な宿主としてコケロミケス Cokeromyces が指定されたり、純粋培養が試みられたりしているが、いずれも常に利用可能な方法ではない。

## 代表的な種
集中的な研究は上記のようなものであるが、この属の新種はぽつぽつと世界各地で報告されて、次第に数を増している。この属の種数として、1959年にベンジャミンは30種をあげ、葛葉は1980年に40種と言っており、Ho & Benny(2008)では59種とある。他方でそのすべてが認められるとは言い難く、たとえばZychaらの総説では、彼らは34の学名をあげながら、26種のみを認めて、4つを同物異名、4つを疑問種としている。
ごく代表的なものをいくつか挙げておく。
小型種
- S. cornu：柄が蕨巻きになる。頂嚢は球形、上半分に多数の分節胞子嚢をつける。
- S. nodosa：柄に結節状の凹凸がある。分節胞子嚢は基部で二分。
- S. nana：頂嚢は楕円形、上半分に分節胞子嚢をつける。胞子は二個ずつ。

大型種（0.5-1mm位の高さになる）
- S. sphaerica：頂のうは球形、上半分に一面に枝分かれしない分節胞子のうをつける。
- S. asymmetrica：頂嚢はほぼ球形、その全面に分枝しない分節胞子嚢をつける。
- S. depressa：頂嚢は逆円錐、周辺に円形に基部で枝分かれのある分節胞子嚢が並ぶ。
- S. obconica：頂嚢は逆円錐、周辺に枝分かれしない分節胞子嚢を円形につける。
- S. penicillata：頂嚢は楕円形、外周には枝分かれのある分節胞子嚢を、その内側には分枝のない分節胞子嚢をつける。
- S. tenuis：頂嚢は小型、大きい楕円形の胞子二つからなる胞子嚢を少数つける。
- S. wynneae：頂嚢は半球形、その表面から一面に突起が出て、その先端に分節胞子嚢を数個ずつつける。